# Tablero de damas y ajedrez

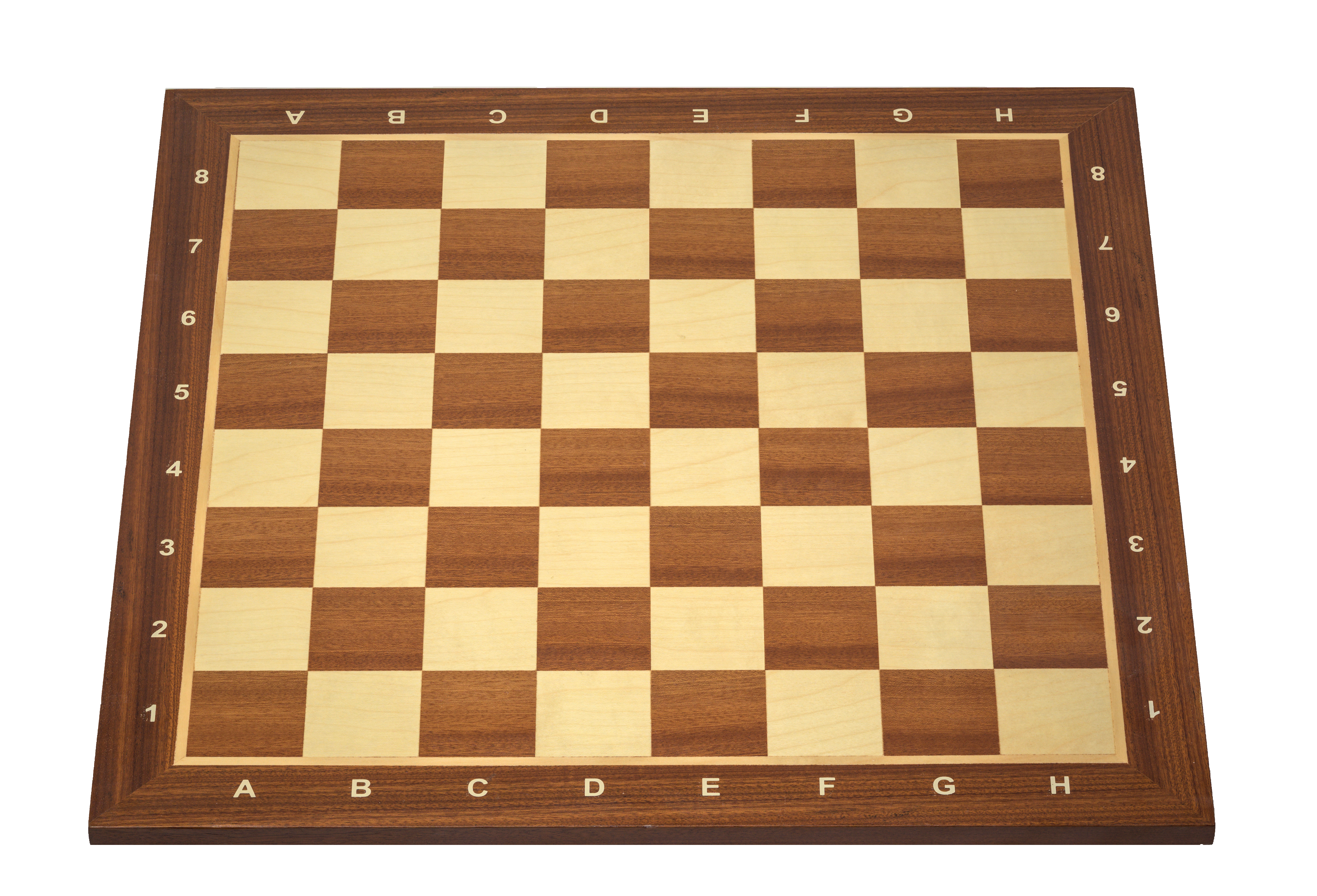
Tablero de damas y ajedrez de madera.

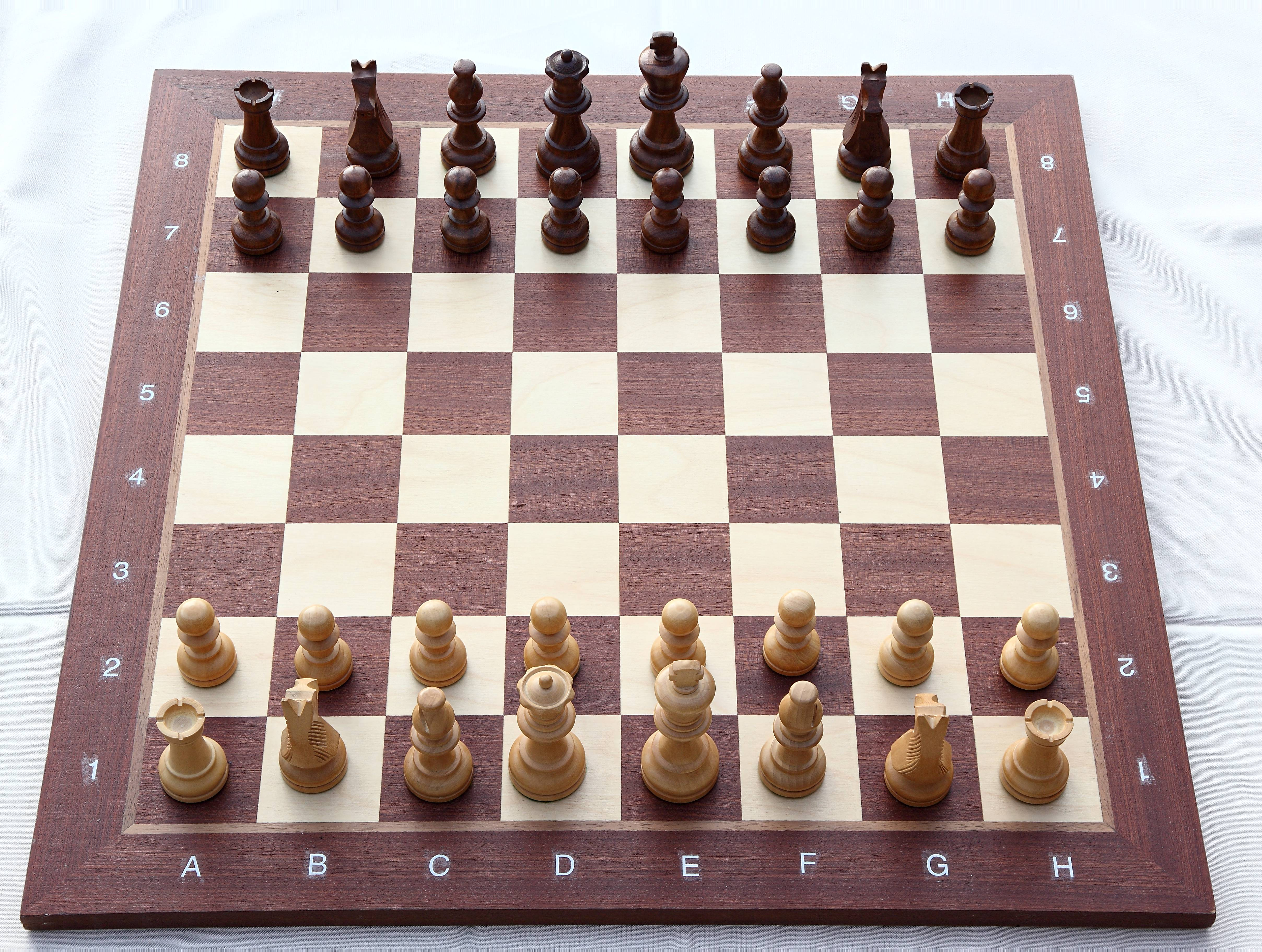
Juego de ajedrez sobre el tablero.

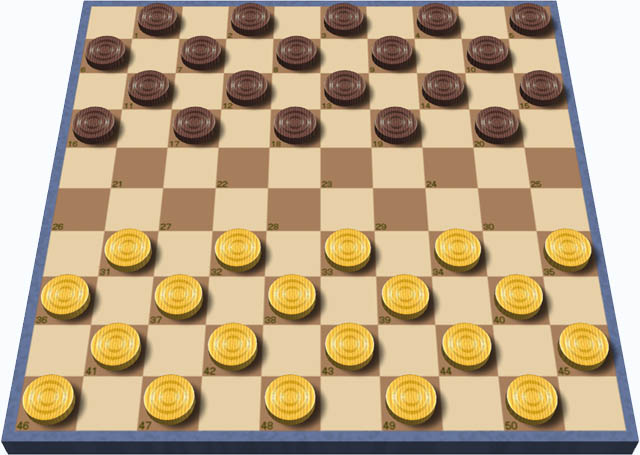
Juego de damas sobre el tablero.

El tablero de damas y ajedrez es un tablero de juego subdividido en 8 filas y 8 columnas que forman 64 casillas iguales llamadas escaques. Los escaques son alternativamente de color claro y de color oscuro, de tal manera que los cuatro costados de una casilla de un color tocan cuatro casillas del color opuesto, y los cuatro vértices tocan el vértice de cuatro casillas del mismo color (excepto las de la periferia). El tablero se coloca entre dos jugadores contendientes, de manera que uno queda en frente del otro. El tablero, utilizado para la práctica del ajedrez y las damas, ha de ser colocado de manera que cada jugador tenga una casilla blanca en el rincón de su derecha.
El tablero de ajedrez, generalmente es de forma cuadrada, con un patrón reticulado peculiar alternando dos colores entre sus subdivisiones. Normalmente se fabrica de madera o plástico, pero se puede utilizar una gran variedad de materiales tales como cuero, mármol, marfil, vidrio o metal.
En el ajedrez occidental, el tablero es de forma cuadrada, estando sus lados divididos en ocho partes, con un total de sesenta y cuatro subdivisiones. En otras variantes, el número total de subdivisiones puede ir de nueve hasta ciento doce. Cada subdivisión del tablero se llama escaque y recibe un identificador único para la práctica de notación de las partidas. En tableros bidimensionales, el conjunto rectilíneo horizontal de divisiones se denomina fila, el conjunto rectilíneo vertical se denomina columna y los conjuntos consecutivos de los escaques del mismo color que intersecan dos lados adyacentes del tablero se denominan diagonales.
La práctica de ajedrez occidental exige la utilización de un tablero por partida. Sin embargo, hay variantes que se utilizan de dos hasta sesenta y cuatro tableros. Conceptualmente el tablero se limita por sus esquinas o bordes del cuadrado sobre el cual se diseña. Sin embargo, hay tableros de forma cilíndrica o toroidal en el que no hay ninguna limitación de esquinas. Los formatos tridimensionales y hexagonales también se utilizan en la práctica de algunas variantes.

## Origen y evolución
|    | |    |    |    |    |    |    |
|    | \| \| \| \| \| \| \| \| \| \| \| \| \| \| \| \| \| \| \| \| \| \| \| \| \| \| \| \| \| \| \| \| \| \| \| \| \| \| \| \| \| \| \| \| \| \| \| \| \| \| \| \| \| \| \| \| \| \| \| \| \| \| \| \| \| \| \| \| \| \| \| \| |    |    |    |    |    |    |
|    | |    |    |    |    |    |    |
| a8 | b8 | c8 | d8 | e8 | f8 | g8 | h8 |
| a7 | b7 | c7 | d7 | e7 | f7 | g7 | h7 |
| a6 | b6 | c6 | d6 | e6 | f6 | g6 | h6 |
| a5 | b5 | c5 | d5 | e5 | f5 | g5 | h5 |
| a4 | b4 | c4 | d4 | e4 | f4 | g4 | h4 |
| a3 | b3 | c3 | d3 | e3 | f3 | g3 | h3 |
| a2 | b2 | c2 | d2 | e2 | f2 | g2 | h2 |
| a1 | b1 | c1 | d1 | e1 | f1 | g1 | h1 |

| a8 | b8 | c8 | d8 | e8 | f8 | g8 | h8 |
| a7 | b7 | c7 | d7 | e7 | f7 | g7 | h7 |
| a6 | b6 | c6 | d6 | e6 | f6 | g6 | h6 |
| a5 | b5 | c5 | d5 | e5 | f5 | g5 | h5 |
| a4 | b4 | c4 | d4 | e4 | f4 | g4 | h4 |
| a3 | b3 | c3 | d3 | e3 | f3 | g3 | h3 |
| a2 | b2 | c2 | d2 | e2 | f2 | g2 | h2 |
| a1 | b1 | c1 | d1 | e1 | f1 | g1 | h1 |

Los juegos de tablero se conocen desde la antigüedad, siendo los registros más antiguos pinturas en mastabas de las Dinastía I y III de Egipto (3100-2700 a. C.). La primera versión reconocida del ajedrez surgió alrededor del siglo VI y se llamaba Chaturanga, siendo jugado sobre un tablero del juego de carrera denominado Ashtāpada. Este tablero era monocromático y estaba dividido en ocho columnas por ocho filas, teniendo marcas especiales denominadas "castillos" en el 1ª, 4ª, 5ª y 8ª escaques de las columnas a, d, e y h, que tenía función en el juego Ashtāpada, pero no en el chaturanga.
Al llegar a Persia antigua, el tablero se adaptó a las nuevas variantes del ajedrez, en el cual fueron incluidas más columnas y filas. Una de las variantes de la época, el Ajedrez de Tamerlán, incluía once columnas de diez filas y dos escaques adicionales a la derecha en la segunda fila del jugador, llamados ciudadelas, que tenían función especial en el juego.
En el siglo X el ajedrez llegó a Europa y el tablero adquirió el  patrón cuadriculado característico que está reconocido actualmente y se utiliza en el juego de damas, que en aquella época utilizaba un tablero más pequeño, con 25 escaques. Este cambio en el tablero llegó a ser particularmente útil para los movimientos diagonales, que quedaron realzados por la secuencia continua de los escaques del mismo color en las diagonales, colaborando así en los movimientos de los recién incluidos alfiles y, posteriormente dama al juego. En la región de Siberia, algunas fuentes indican que el tablero era bicolor adoptando la convención de que el escaque a1 sea de color negro. Sin embargo, no hay evidencia arqueológica que confirme esta información, más allá de que esta no influenciaba las normas locales en las cual el rey y la dama no tenían posición fija.
El Libro de los juegos (1283) contiene una descripción del tablero, mencionado que el número ideal sería ocho columnas y ocho filas, siendo el tablero con diez  muy aburrido y con seis muy rápido, para la práctica el ajedrez.
Otras innovaciones de la época fueron la creación de tableros en formas cilíndricas para la práctica de variantes del juego como el Ajedrez cilíndrico y la convención de que el primer escaque de la columna extrema derecha del jugador de ajedrez sea de color claro, aprobada por Pedro Damiano de Beja al final del siglo XV. Más recientemente, algunas variantes han empleado tableros con tres dimensiones, en el cual la tercera dimensión usualmente es otro tablero bidimensional. La variante Raumschach (1907) emplea cinco tableros de 25 escaques totalizando 125, y la multidimensional de mayor notoriedad, Ajedrez Star Trek, emplea un ingenioso tablero de 64 escaques divididos en siete niveles.
En 2003, el excampeón mundial Garry Kasparov enfrentó al motor de ajedrez X3D Fritz en una serie de cuatro partidas en un entorno virtual, donde el tablero generado por computadora flotaba en el aire frente a Kasparov, que utilizaba gafas especiales. En el ajedrez, esta fue la primera disputa hombre-máquina realizada en un entorno completamente simulado.

## Fabricación
Para los campeonatos internacionales o continentales la FIDE rige el uso de tableros de madera. Para otros torneos FIDE se pueden emplear madera o plástico, y en todos los casos el tablero debe ser rígido. También puede estar fabricado en mármol con un contraste apropiado entre los escaques claros y oscuros. El acabado debe ser neutral o mate, pero nunca brillante. Se recomienda que los escaques del tablero tengan 5 a 6,5 cm y la relación entre las piezas y un escaque sea de modo que el lateral de un escaque sea dos veces el diámetro de la base de un peón. Si la mesa de juego y el tablero fueran piezas separadas, este último debe ser fijado para evitar su movimiento durante la partida. Los tableros de ajedrez se pueden encontrar como elementos decorativos en parques, jardines y salas de estar, fabricados de diversos materiales tales como vidrio, piedra jabón, cuero y metal.

## Posición inicial y notación

Ejemplo de notación descriptiva sobre el tablero.

Por convención, se adopta que el primer escaque de la columna a la derecha del ajedrecista debe ser de color claro. En caso de que se verifique, durante la partida, alguna configuración incorrecta del tablero, la partida debe detenerse y la posición de las piezas trasladarse a un tablero preparado adecuadamente. En torneos oficiales, debe ser utilizada la notación algébrica para la notación de partidas.
En el sistema algebraico, las filas están numeradas de 1 a 8, siendo la fila 1 correspondiente a la primera fila de piezas blancas y la 8 es la fila de las piezas negras. Las columnas son denominadas alfabéticamente de a a h siendo la fila de la izquierda de las piezas blancas la que se refiere como a. En las partidas disputadas a ciegas, la FIDE sugiere que se utilicen nombres para el anuncio de las columnas, Anna, Bella, Cesar, David, Eva, Félix, Gustav y Héctor, y que las filas sean anunciadas en alemán. El sistema descriptivo numera  las filas a partir del punto de vista del jugador, de uno a ocho, es decir, la tercera fila de un ajedrecista corresponde a la sexta del oponente y las columnas se describen según la pieza residente en la primera fila de cada ajedrecista. Por lo tanto, la primera columna corresponde a la "Torre de la Dama", la segunda al "Caballo de la Dama" y así sucesivamente, hasta la octava columna de la "Torre del Rey".

## Elementos del tablero

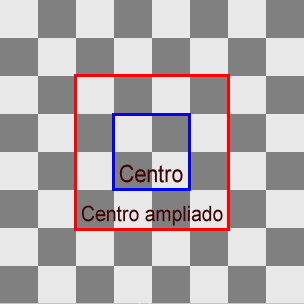
Diagrama mostrando el centro y centro extendido o ampliado.

El tablero de ajedrez es un cuadrado dividido en 64 casillas cuadradas del mismo tamaño, con distribución 8 x 8, alternativamente claras (las casillas “blancas”) y oscuras (las casillas “negras”). El tablero se coloca entre los jugadores de tal forma que la casilla de la esquina derecha más cercana a cada jugador sea blanca.
En tableros bidimensionales, los conjuntos rectilíneos horizontales de los escaques se denominan “filas” y los conjuntos rectilíneos de escaques se denominan “columnas” y los conjuntos rectilíneos de escaques del mismo que interceptan dos lados adyacente del tablero se denominan “diagonales”. Las diagonales que contienen las esquinas del tablero (a1, h1, a8 y h8 en notación algebraica) se llaman diagonales principales y la unión de los escaques que forman su intersección (d4, d5, e4 y e5) forman el centro del tablero. Los escaques adyacentes a este centro forman el centro ampliado o extendido. Las diagonales a2-g8 para las blancas y a7-g1 para las negras se denominan diagonales italianas ya que los alfiles se desarrollan en estas líneas en la apertura Giuoco Piano o Apertura Italiana.

### La importancia de los elementos del tablero en la partida
Philidor fue uno de los primeros maestros de ajedrez en formular teorías sobre el ajedrez relacionadas con la ocupación del tablero. Su libro L'analize des échecs discutía elementos como agujeros y escaques claves  durante el desarrollo de las piezas, especialmente a los peones, en el tablero.
Las primeras estrategias relacionadas el ajedrez implicaban la ocupación del centro para los peones y piezas menores con el fin de conseguir escaques de apoyo para los ataques directos contra el rey adversario. La escuela italiana predicaba este principio, volviendo a las partidas de la época extremadamente tácticas con una amarga disputa desde los primeros movimientos por el centro del tablero. A finales del siglo XIX, Steinitz y posteriormente Nimzowitsch iniciaron un estudio más posicional del juego  en el que el centro debería ser controlado a distancia, y no necesariamente ocupado. Este nuevo concepto sobre la importancia del centro fue una de las bases de la escuela hipermoderna, donde este podría ser controlado a distancia por alfiles flanqueados en las diagonales abiertas. La importancia de la ocupación de las columnas abiertas es también uno de los principales elementos de la escuela hipermoderna, siendo considerada por Nimzowitsch una de las piedras angulares del sistema.
Una de las reglas básicas para alcanzar la victoria en la final de una partida con el rey y peón contra un rey solitario es contando el número de escaques entre el rey adversario y el escaque de promoción del peón y el número de escaques entre el  peón y el escaque de promoción. De un modo general, sin la asistencia de su propio monarca, el peón no consigue ser coronado si la distancia hasta la promoción fuese igual o menor que la distancia del monarca del oponente de este escaque. Esta puntuación determinada regla del cuadrado permite al ajedrecista evaluar previamente la condición de alcanzar o no, el peón y así no perder el tiempo en una persecución inútil.

## Tableros y variantes del ajedrez

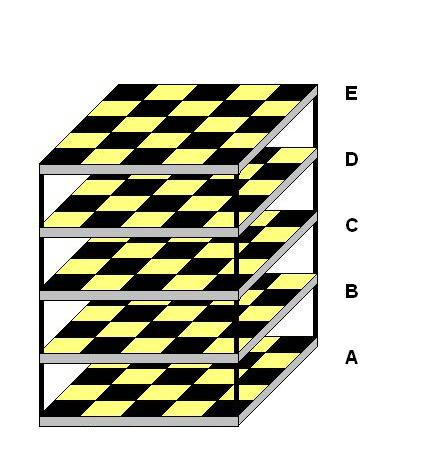
Posición espacial de los tableros en el Raumschach.

La utilización de tableros con diferentes formatos se remonta a los orígenes persas del juego en el siglo X, en el que el libro Muraj adh-dhahab (Tablero de los Dioses) describía seis variantes de ajedrez incluyendo el circular y cilíndrico. Otro formato  exótico se emplea en el Ajedrez hexagonal o de Glinski, que utiliza un tablero en formato hexagonal con tres coloraciones para sus 91 escaques.

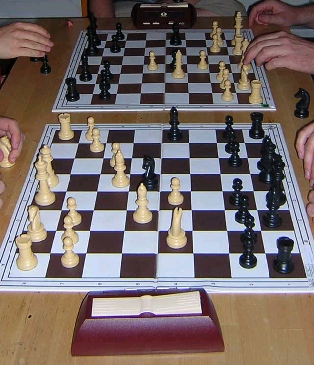
Tableros durante una partida de Ajedrez Pasapiezas.

Los tableros con diferentes tamaños también son utilizados desde el siglo X, siendo uno de los primeros registros la variante Ajedrez de Tamerlán con once columnas de diez filas. El juego se originó en Persia y su tablero cuenta con un elemento peculiar que es la adición de una escaque a la derecha de la segunda fila de cada jugador, denominadas ciudadelas y que tenían la función de servir como refugio para el Rey, y, en algunos casos, conseguir tabla. En 1617, Pietro Carrera propuso una variante con su nombre, Ajedrez de Carrera, usando un tamaño de diez columnas por ocho filas, posteriormente utilizado también en otras variantes como el ajedrez de Capablanca y el gótico. Otros tamaños con diez columnas y diez filas son utilizados en el Ajedrez Omega y Gran Ajedrez. Un tablero más pequeño, con sólo 36 escaques, se utiliza en la variante Ajedrez Los Álamos. Sin embargo, debido al grado de difusión de la práctica de formas de realización de la invención, se puede encontrar una amplia variedad de tamaños.
El Shogi y Janggi, versiones japonesas y coreanas respectivamente del ajedrez, también poseen diferentes tamaños. Sin embargo, estos son monocromáticos. Mientras que el primero utiliza un tablero con nueve columnas por nueve filas, el segundo utiliza uno con ocho columnas por nueve filas. En contrapartida, tanto en el Janggi como en el Xiangqi, las piezas se mueven sobre los bordes entre los escaques y el tablero tiene otros elementos diseñados con funciones en sus reglas. En estos tableros, los escaques d1, e1, e2 y d2, para las blancas, y d7, e7, e8 y d8, para las negras, se llaman Palacio o Fortaleza y tiene la función de restringir el movimiento del rey a esta área. En el Xiangqi, existe todavía un espacio entre la cuarta y la quinta filas, denominada Río celestial, que sirve para restringir el movimiento de algunas piezas como el Elefante. El uso de más de un tablero por juego está relacionado con la aplicación del tablero extra en el juego. El Ajedrez pasapiezas por ejemplo es jugado por cuatro ajedrecistas que compiten en partidas dobles en tableros separados.

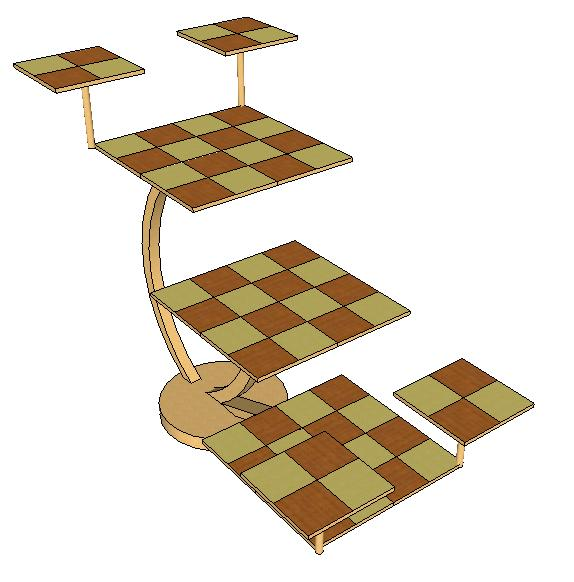
Dibujo en perspectiva de tablero del Ajedrez Star Trek.

Otras variantes como el Raumschach utilizan tableros adicionales para simular la tercera dimensión del tablero. Mientras que en Raumschach son utilizados cinco tableros extendiendo la tercera dimensión del juego por cinco escaques, otras variantes emplean de uno a siete tableros extras. El ajedrez de Alicia es una variante popular que, aunque solo se pueda jugar en un tablero, normalmente se utilizan dos con el fin de facilitar la incorporación de piezas entre los tableros, conforme a las reglas del juego. Puesto que dos piezas no pueden ocupar el mismo escaque en los dos tableros, es habitual emplear las monedas y piezas del juego de damas con el fin de indicar el movimiento de una pieza a otra dimensión cuando se utiliza solamente un tablero.
En el Ajedrez Star Trek se utiliza un ingenioso tablero  con las partes móviles distribuidas en siete niveles de juego. Como regla general, en la posición inicial cada ajedrecista  ocupa dos pequeños tableros con cuatro casas móviles utilizadas para el ataque. La blancas inician en el nivel inferior, utilizando los tableros de ataque conectados a este nivel y las dos primeras filas del tablero y las negras en el superior utilizan además dos tableros de ataque las dos primeras filas del tercer nivel.

## Tableros y computadoras
Los primeros intentos de la interacción entre tableros y máquinas datan del siglo XIX, con intentos de anotación automática de una partida a través de dispositivos electromagnéticos sobre el tablero, conectados a un dispositivo de impresión. Con la llegada de las primeras computadoras en la década de 1950, los científicos de la computación comenzaron con el desarrollo de motores de ajedrez dedicados al juego. Una de las primeras pruebas que implicó el MANIAC I capaz de ejecutar 10 000 instrucciones por segundo, sin embargo, debido a las limitaciones del cálculo del tablero empleado tenía una versión reducida, el Ajedrez Los Álamos con seis columnas y seis filas, lo que redujo el tiempo de cálculo a partir de cuatro plies de tres horas de la versión tradicional de doce minutos. Con el avance de la informática los motores más sofisticados pasaron a incluir funciones de evaluación considerando la posición de las piezas sobre el tablero con el fin de buscar en el árbol las posibilidades de un intento en un menor tiempo al atribuir un número arbitrario de valores de posición de una pieza de acuerdo con la estrategia del ajedrez. Por ejemplo, un caballo localizado en el centro del tablero se vuelve más valioso, según la función de evaluación, del que se sitúa en la esquina de tablero.

## Representaciones artísticas

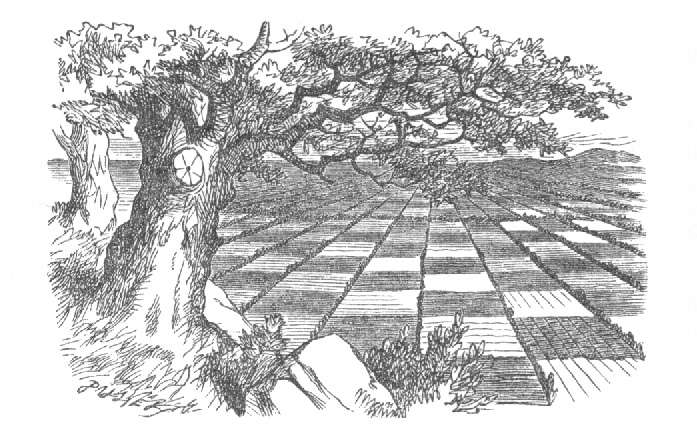
Ilustración del libro Through the Looking-Glass de Lewis Carroll donde el tablero es un inmenso país que el personaje Alice debe atravesar.

El juego de ajedrez se ha representado en las artes desde su origen en Asia. Normalmente, el tablero es de considerable valor artístico y está hecho de materiales nobles como el ébano y el marfil y en tamaño grandes. Varias de estas piezas eran ofrecidas a las iglesias como reliquias. El libro Liber miraculorum sancte Fidis relata una historia donde un noble que milagrosamente escapa de la prisión, se ve obligado a cargar un tablero hasta un santuario como forma de agradecimiento. Sin embargo, son más frecuentes historias en los que el tablero se utiliza como arma. El cuento francés Ogier le Danois trae la historia de que el hijo de Carlomagno mata brutalmente a uno de los hijos de Ogier con un tablero después de perder una partida, aunque no haya evidencia de que la historia sea real. En 1250, se publicó una moralidad llamada Quaedam moralitas de scaccario per Innocentium papum (la moralidad inocente), que retrata el mundo como representación del tablero, que su cuadriculado en blanco y negro denotaba las dos condiciones de la vida y la muerte o louvor y la censura a las cuales la piezas, simbolizando la humanidad, se enfrentarían a la adversidad en el juego, que simboliza la vida.

## Galería de imágenes

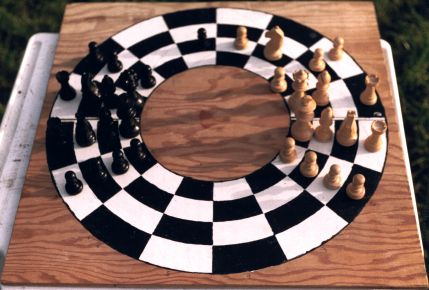
Un tablero de Ajedrez circular, una de las numerosas variantes del  Ajedrez tradicional.
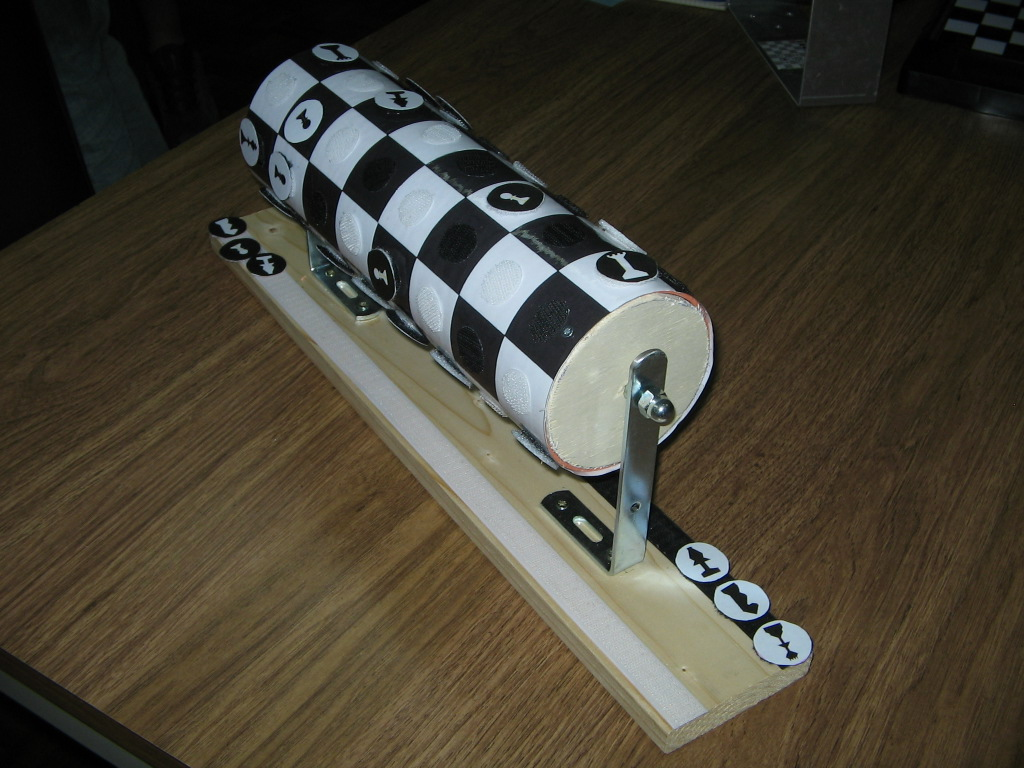
Ajedrez cilíndrico, otra variante do Ajedrez Clásico (tablero cilíndrico creado por Emanuela Ughi, Universidad de Perugia).
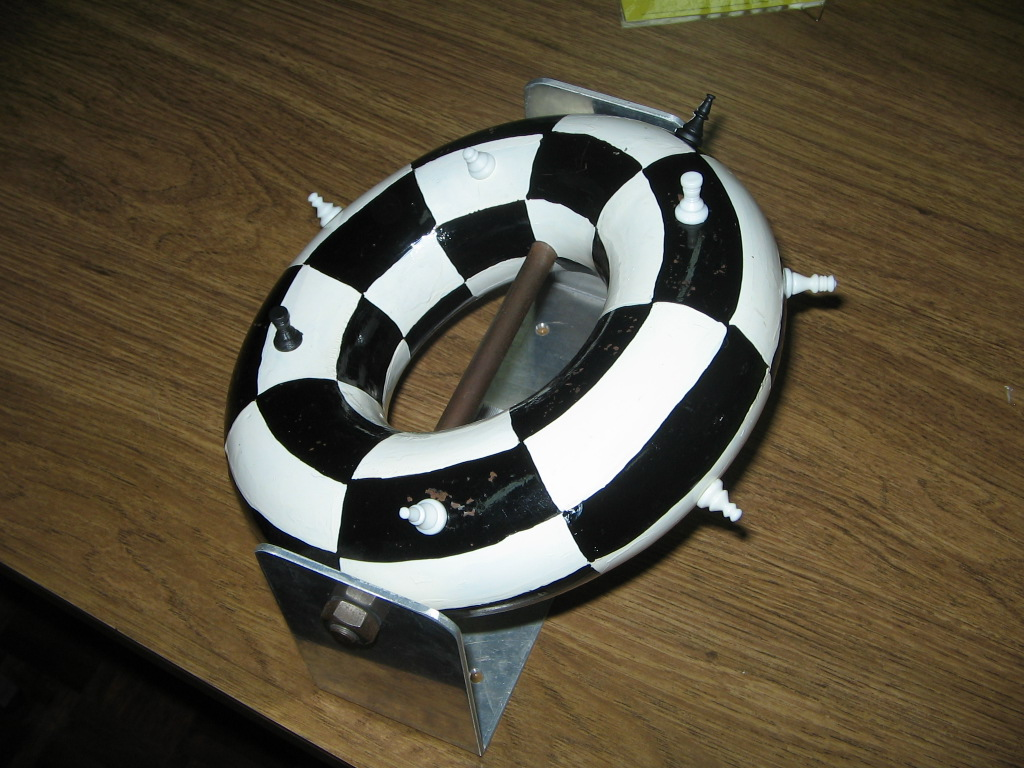
Ajedrez Toroidal (tablero en formato de toroide, por Emanuela Ughi, Universidad de Perugia).
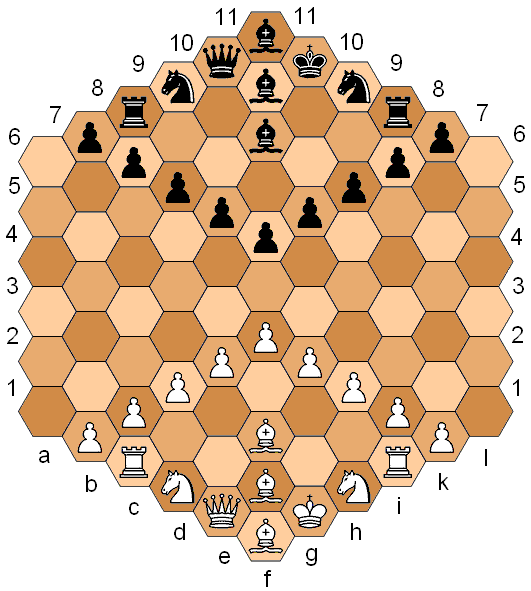
Ajedrez hexagonal y una variante con tablero hexagonal creado por Glinski.
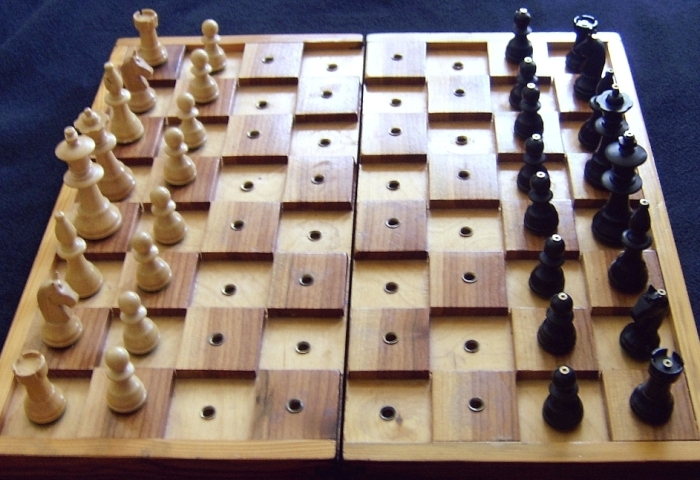
Tablero adaptado a las necesidades de portadores de deficiencias visuales.
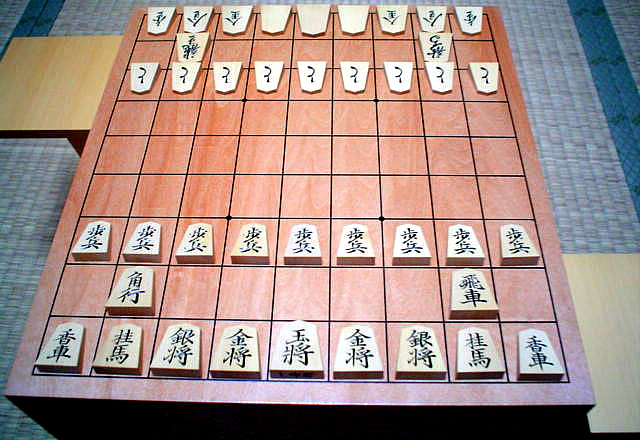
Tablero utilizado para el Shogi.